# Campeonato Nacional de Albania 1957
El Campeonato Nacional de Albania de 1957 (en albanés, Kampionati Kombëtar Shqiptar 1957) fue la 20a. edición del Campeonato Nacional de Albania.

## Resumen
Fue disputado por 8 equipos y Partizani ganó el campeonato.

## Clasificación
|               | Pos. | Equipo          | PJ | PG | PE | PP | GF | GC | Dif. | Pts. |
| ------------- | ---- | --------------- | -- | -- | -- | -- | -- | -- | ---- | ---- |
|               | 1    | Partizani[a]    | 14 | 10 | 3  | 1  | 28 | 7  | +21  | 23   |
|               | 2    | Dinamo Tirana   | 14 | 11 | 1  | 2  | 33 | 8  | +25  | 23   |
|               | 3    | Puna Korçë      | 14 | 7  | 3  | 4  | 17 | 15 | +2   | 17   |
|               | 4    | Puna Tiranë     | 14 | 5  | 6  | 3  | 22 | 17 | +5   | 16   |
|               | 5    | Puna Vlore      | 14 | 4  | 4  | 6  | 20 | 28 | -8   | 12   |
|               | 6    | Puna Durrës     | 14 | 5  | 1  | 8  | 25 | 23 | 2    | 11   |
| Decrecimiento | 7    | Puna Kavajë     | 14 | 3  | 2  | 9  | 16 | 35 | -19  | 8    |
| Decrecimiento | 8    | Spartaku Tiranë | 14 | 0  | 2  | 12 | 6  | 34 | -28  | 2    |

[a] Partizani y Dinamo Tirana terminaron el nivel de la temporada en puntos, por lo que la Federación Albanesa de Fútbol decidió organizar un partido de desempate de campeonato para determinar el ganador del Campeonato Nacional de Albania 1965-66.

## Final
| 3 de julio de 1957 | Partizani | 3-1 | Dinamo Tirana | Tirana, |  |

## Playoffs de descenso/ascenso
|  | Puna Kavajë | 0-2 | Puna Berat |  |  |

|  | Puna Kavajë | 3-1 | Puna Berat |  |  |

|  | Puna Kavajë | 4-1 | Puna Berat |  |  |